# اریک اش
اریک اش (انگلیسی: Eric Esch؛ زادهٔ ۳ اوت ۱۹۶۶) بوکسور، ورزشکار هنرهای رزمی ترکیبی و کشتی‌گیر کشتی حرفه‌ای اهل ایالات متحده آمریکا است.